# Ліола (Південна Дакота)
Ліола (англ. Leola) — місто (англ. city) в США, в окрузі Макферсон штату Південна Дакота. Населення — 434 особи (2020).

## Географія
Ліола розташована за координатами 45°43′16″ пн. ш. 98°56′18″ зх. д. / 45.72111° пн. ш. 98.93833° зх. д. (45.721139, -98.938466).  За даними Бюро перепису населення США в 2010 році місто мало площу 1,86 км², з яких 1,85 км² — суходіл та 0,01 км² — водойми.

## Демографія
Згідно з переписом 2010 року, у місті мешкало 457 осіб у 209 домогосподарствах у складі 125 родин. Густота населення становила 245 осіб/км².  Було 258 помешкань (138/км²).
Расовий склад населення:
| - 96,3 % — білих - 0,2 % — корінних американців - 0,2 % — чорних або афроамериканців - 0,2 % — азіатів |

До двох чи більше рас належало 3,1 %. Частка іспаномовних становила 2,0 % від усіх жителів.
За віковим діапазоном населення розподілялося таким чином: 23,4 % — особи молодші 18 років, 54,1 % — особи у віці 18—64 років, 22,5 % — особи у віці 65 років та старші. Медіана віку мешканця становила 43,1 року. На 100 осіб жіночої статі у місті припадало 103,1 чоловіків;  на 100 жінок у віці від 18 років та старших — 97,7 чоловіків також старших 18 років.
Середній дохід на одне домашнє господарство  становив 38 736 доларів США (медіана — 32 500), а середній дохід на одну сім'ю — 43 323 долари (медіана — 44 375). За межею бідності перебувало 26,8 % осіб, у тому числі 31,3 % дітей у віці до 18 років та 14,7 % осіб у віці 65 років та старших.
Цивільне працевлаштоване населення становило 258 осіб. Основні галузі зайнятості: освіта, охорона здоров'я та соціальна допомога — 24,4 %, мистецтво, розваги та відпочинок — 19,4 %, виробництво — 12,4 %, будівництво — 9,7 %.